# Хандальский сельсовет (Абанский район)
Ханда́льский сельсове́т — сельское поселение в Абанском районе Красноярского края.
Административный центр — село Хандальск.

## Население
| 2010 | 2012 | 2013 | 2014 | 2015 | 2016 | 2017 |
| ---- | ---- | ---- | ---- | ---- | ---- | ---- |
| 518  | ↘508 | ↘502 | ↘487 | ↘470 | ↘458 | ↘445 |
| 2018 | 2019 | 2020 | 2021 |      |      |      |
| ↘440 | ↘424 | ↘417 | ↘405 |      |      |      |

## Состав сельского поселения
| № | Населённый пункт | Тип населённого пункта       | Население |
| - | ---------------- | ---------------------------- | --------- |
| 1 | Борзово          | посёлок                      | ↘220      |
| 2 | Пея              | посёлок                      | ↘76       |
| 3 | Хандальск        | село, административный центр | ↘222      |

## Местное самоуправление
Хандальский сельский Совет депутатов
Дата избрания: 14.03.2010. Срок полномочий: 5 лет. Количество депутатов: 8
Глава муниципального образования
- Примеров Александр Петрович. Дата избрания: 14.03.2010. Срок полномочий: 5 лет
- с 2014 года — Ягупова Ирина Александровна[12].